# Радіорозвідка

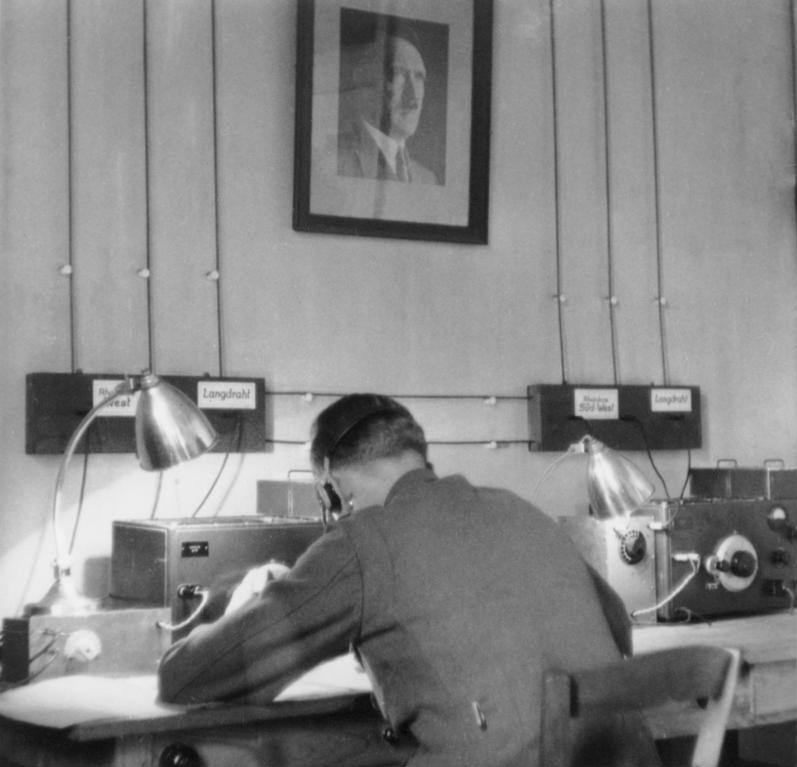
Пост радіоперехоплення служби OKW-Amt Ausland Абверу за роботою. Третій Рейх, 1939

Радіоро́звідка (абр.: РР; англ. Communications Intelligence, COMMINT) — вид радіоелектронної розвідки. Ведеться шляхом перехоплення радіопереговорів в каналах радіозв'язку (телефонії, телеграфії та ін.). Основне завдання радіорозвідки — добування відомостей шляхом виявлення, перехоплення відкритих, кодованих передач радіостанцій, пеленгування джерел радіосигналів та визначення їх місцезнаходження, обробка та аналіз перехопленої інформації в цілях розкриття її змісту.

## Види інформації, що добуваються радіорозвідкою
Радіорозвідка передбачає послідовне виконання трьох основних задач: виявлення факту роботи системи (засобу) радіозв'язку (виявлення сигналу); визначення структури виявленого сигналу і його основних параметрів; розкриття інформації, яка
міститься в сигналі.
Інформацію про противника, що добувається постами радірозвідки можна умовно поділити на оперативну (тобто ту, що необхідна для прийняття рішенняя військовим командуванням) і технічну (призначену для вдосконалення системи розвідки, отримання інформації оперативного характеру).
До оперативної інформації належать відкрита чи зашифрована смислова інформація, передана протиборчою стороною по різних каналах радіозв'язку; кількість виявлених радіоелектронних систем противника, їх типи, місцеположення та територіальна густина, активність роботи.
Технічна інформація містить відомості про нові системи зв'язку та їх тактико-технічні дані і особливості (частота передачі, вид модуляції та маніпуляції, діаграми направленості антен, потужність випромінювання тощо), які дозволяють «прив'язати» сигнал до конкретного об'єкта або визначити режим його роботи. Метою добування технічної інформації є своєчасна розробка апаратури та методів розвідки нових систем зв'язку та засобів управління противника, а також створення ефективних технічних засобів та методів радіопротидії. Для отримання такої інформації засобами радіоелектронної розвідки ведеться систематична розвідка нових, раніше невідомих джерел радіопередач, що відрізняються діапазоном частот, видами модуляції та маніпуляції, параметрами імпульсного сигналу, діаграмою спрямованості антени та іншими характеристиками.

## З історії радіорозвідки

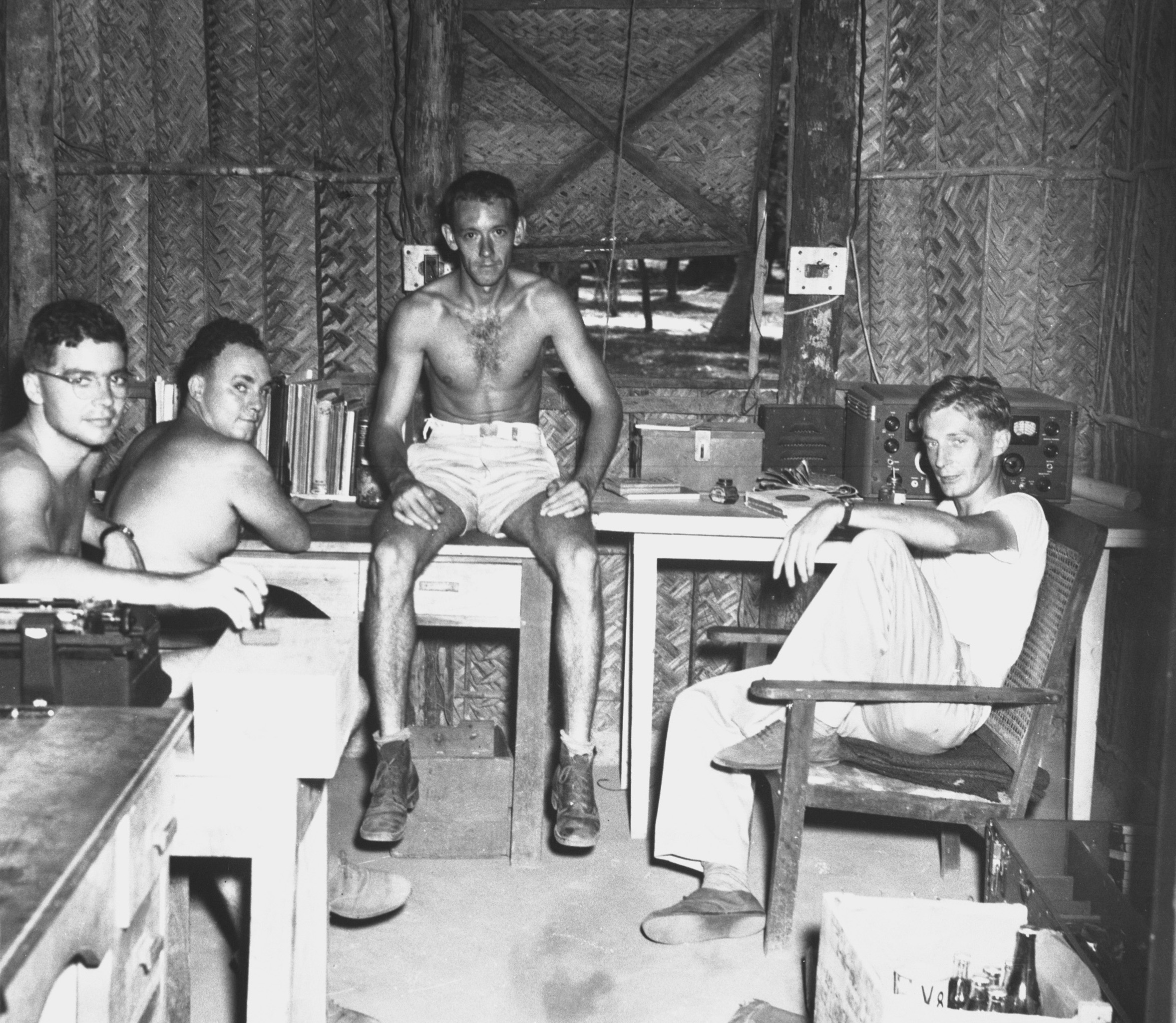
Американські радіорозвідники з Office of Strategic Services. Цейлон. 1945

Радіорозвідка — найстаріший вид радіоелектронної розвідки. Її поява пов'язаний з винаходом радіо. Як один з засобів бойового забезпечення роадіорозвідка виникла на початку XX століття в російському військово-морському флоті під час Російсько-японської війни: 7 (20) березня 1904 року командувач Тихоокеанською ескадрою віце-адмірал С. О. Макаров видав наказ який вимагав від корабельних зв'язківців в обов'язковому порядку записувати ворожі депеші, визначати напрямок на радіостанцію, розкривати організацію радіозв'язку. Цей день вважається датою народження радіорозвідки.
Активного розвитку зазнала радіорозвідка в роки Першої світової війни. Тільки в російській армії до 1916 року було сформовано близько 50 підрозділів радіорозвідки з розрахунку по чотири на кожний з п'яти фронтів і по два на кожну з чотирнадцяти армій.
Першим органом радіорозвідки Червоної армії стала приймально-контрольна радіостанція, що розміщувалася у Серпухові, яка підпорядковувалася Регіструпру. Незабаром були сформовані такі ж станції для фронтів, і у 1920 році на фронтах Громадянської війни вели радіорозвідку 8 пеленгаторних, 17 приймальноінформаційних та більше 50 зв'язкових радіостанцій. Для керівництва радіорозвідкою та централізованої обробки відомостей до складу Розвідувального управління штабу РСЧА у 1930 роцы введена секція радіорозвідки, яка згодом була реорганізована у відділ. Її очолив бригадний інженер Я. А. Файвуш — провідний теоретик радіорозвідки тих років.

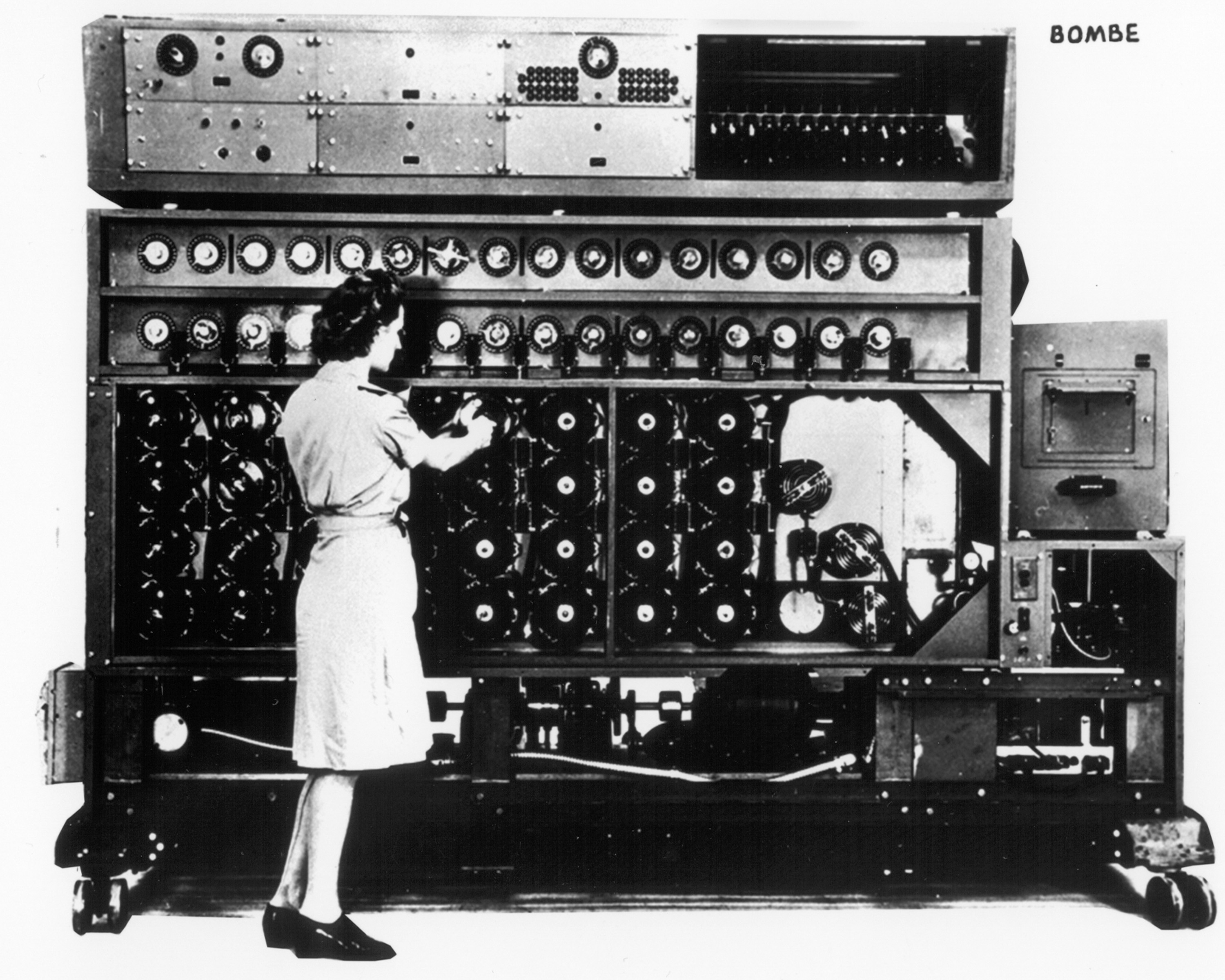
Дешифрувальний апарат для розшифровки кодів німецької «Енігми». 1944

В передвоєнний період активно розвивалася радіорозвідка і в інших країнах. Особливих успіхів радіорозвідники досягли в збройних силах Третього Рейху, де в структурі Абверу було створена секретна служба радіорозвідки за кордоном «ОКВ-Амт Аусланд» (нім. Der geheime Funkmeldedienst des OKW-Amt Ausland). «ОКВ-Амт Аусланд» був відповідальним за ведення РР в усії видах Вермахту — в армії, на флоті та у військово-повітряних силах.
У 1938 році частка даних радіорозвідки в загальній кількості всіх розвідувальних даних радянської розвідки склала 30-35 %. Радіорозвідка давала до 75 % даних про переміщення військ з Японії в Китай та Маньчжурію, про дислокацію в зоні бойових дій. З її допомогою були отримані цінні відомості про підготовку Німеччини до нападу на Радянський Союз. 18 травня 1941 року радіорозвідка Закавказького військового округу перехопила повідомлення англійського резидента в Туреччини про те, що за наявними у нього достовірними даними німці почнуть військові дії проти СРСР 15 червня.

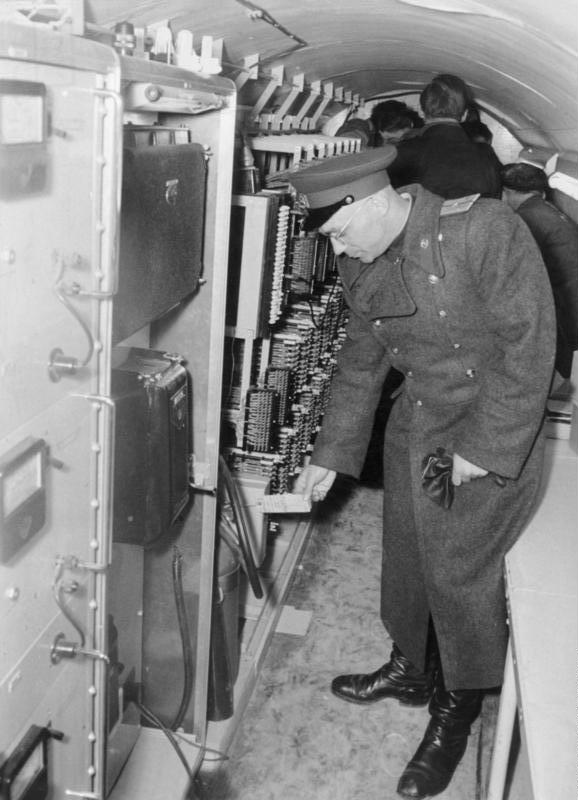
Апаратура прослуховування в «Шпигунському тунелі» під Східним Берліном. 1956

Однак до того часу радянські радіорозвідники не знали особливостей радіозв'язку Вермахту, принципів його організації. Не вони і про широке використання УКХ-діапазону для зв'язку в авіації та сухопутних військах Німеччини і не мали технічних засобів розвідки в цьому діапазоні. Про наявність у німців радіорелейного зв'язку стало відомо лише 1945 року.
У 1940 році британська розвідка змогла зламати шифркоди німецької «Енігми». Середі отриманої інформації були і відомості про підготовку вторгнення в СРСР. Незважаючи на ризик розкриття джерела, відомості були передані радянському уряду. На початку 1942 року група в Блетчлі-парку розкрила код «Лоренц», що застосовувався для кодування повідомлень вищого керівництва Третього Рейху. Першим практичним результатом цього успіху стало перехоплення планів наступу німців у районі Курська влітку 1943 року. ці плани були негайно передані радянському керівництву. Отримані і передані СРСР відомості містили не лише напрямки ударів на Курськ та Бєлгород, а й склад та розташування атакуючих сил, а також загальний план операції «Цитадель». Цього разу керівництво СРСР поставилося до британського повідомленням з належною увагою, внаслідок чого німецькі плани були зірвані і у війні на Східному фронті настав перелом.
З появою, в часи Другої світової війни і післявоєнний період, на озброєнні ВПС і ВМС раліолокаційних засобів зі складу радіорозвідки відокремилася радіотехнічна розвідка як окремий напрямок РЕР. У післявоєнні роки у ЗС СРСР на базі розвідувальних радіочастин і підрозділів була створена централізована розгалужена система радіорозвідки, здатна своєчасно забезпечувати командування необхідними розвідданими.
Система радіорозвідки Збройних сил України, яка дісталася Україні в спадок від ЗС СРСР, була збережена й докорінно вдосконалена. Наразі радіорозідка є інтегральною складовою радіоелектронної розвідки ЗС України.